# Абалян, Эдуард Гайкович
Эдуа́рд Га́йкович Абаля́н (Абалов, Абелов; 7 октября 1927, Тбилиси — 5 августа 1987) — советский киноактёр и кинорежиссёр.

## Биография
Эдуард Абалян родился 7 октября 1927 года в Тбилиси.
В 1959 году Абалян окончил режиссёрский факультет ВГИКа (мастерская С. Юткевича). С 1958 года работал режиссёром киностудии «Мосфильм», с 1959 года — режиссёром тележурнала «Сатира и юмор».
Режиссировал выпуски телепередачи «Голубой огонёк» и другие новогодние программы.
В конце 1950-х — начале 1960-х годов приступил к экранизации повести Владимира Богомолова «Иван» о мальчике-разведчике времён Великой Отечественной войны, однако уже при просмотре первого монтажа фильма было обнаружено очень вольное обращение с текстом В. Богомолова. В частности, в фильме, без согласования с автором сценария, Иван остаётся жив и после войны с женой едет осваивать целину. Отснятый материал признали неудовлетворительным и картину в прокат не выпустили, а в 1962 году фильм по книге Богомолова переснял под названием «Иваново детство» режиссёр-дебютант Андрей Тарковский.
В 1976 году эмигрировал в Канаду.

## Фильмография
| 1955 | Золотой бычок (короткометражный)         |                                                                   |                                                                      | зелёная ✓ | эпизод                  |
| 1957 | Человек за бортом (короткометражный)     | совместно с Э. Шенгелая, А. Сахаровым, М. Каликом и А. Курочкиным | совместно с Э. Шенгелая, А. Сахаровым, М. Каликом и А. Курочкиным    | зелёная ✓ | Жорж                    |
| 1958 | У тихой пристани                         | совместно с Т. Мелиава                                            |                                                                      |           |                         |
| 1961 | Совершенно серьёзно (киноальманах)       | режиссёр игровых сцен-связок между новеллами                      |                                                                      |           |                         |
| 1963 | Голубой огонёк-1963                      | зелёная ✓                                                         | совместно с Л. Кочаряном, Б. Пургалиным, И. Рутбергом и В. Славкиным |           |                         |
| 1964 | Где ты теперь, Максим?                   |                                                                   |                                                                      | зелёная ✓ | сосед Максима по палате |
| 1964 | Весенняя фантазия (фильм-ревю)           | зелёная ✓                                                         |                                                                      |           |                         |
| 1964 | Голубой огонёк-1964                      | зелёная ✓                                                         |                                                                      |           |                         |
| 1965 | Стряпуха                                 |                                                                   |                                                                      | зелёная ✓ | жулик на рынке          |
| 1965 | Чистые пруды                             |                                                                   |                                                                      | зелёная ✓ | офицер                  |
| 1966 | Когда играет клавесин (короткометражный) | зелёная ✓                                                         |                                                                      |           |                         |
| 1968 | Новые приключения неуловимых             |                                                                   |                                                                      | зелёная ✓ | офицер в черкеске       |
| 1970 | На дальней точке                         | зелёная ✓                                                         |                                                                      |           |                         |
| 1970 | Бушует «Маргарита»                       | зелёная ✓                                                         |                                                                      |           |                         |
| 1972 | Стоянка поезда — две минуты              |                                                                   |                                                                      | зелёная ✓ | пассажир поезда         |
| 1974 | Северная рапсодия                        | зелёная ✓                                                         |                                                                      | зелёная ✓ | Гурген Хачатурович      |
| 1976 | 12 стульев (4 серия)                     |                                                                   |                                                                      | зелёная ✓ | шашлычник               |